# The Game Awards 2017
I The Game Awards 2017, premiazione dedicata ai migliori videogiochi e successi in campo videoludico dell'anno, si sono svolti al Microsoft Theatre di Los Angeles il 7 dicembre 2017. La cerimonia è stata ospitata da Geoff Keighley ed è stata trasmessa in streaming in tutto il mondo su varie piattaforme, con 11,5 milioni di spettatori in totale che hanno seguito l'evento. The Legend of Zelda: Breath of the Wild ha vinto tre premi, tra cui Gioco dell'anno e "Miglior direzione videoludica". Anche due giochi indie, Cuphead e Hellblade: Senua's Sacrifice, hanno vinto tre premi ciascuno.

## Presentazione
La cerimonia si è tenuta al Microsoft Theatre di Los Angeles il 7 dicembre 2017, ospitata da Geoff Keighley e trasmessa in live streaming su sedici diverse piattaforme di contenuti in tutto il mondo. Un sistema di voto per il pubblico integrato è stato incluso su Google e Twitter. Su Twitch, la cerimonia aveva una sovrapposizione interattiva che consentiva agli spettatori di prevedere i vincitori dei premi prima che venissero annunciati, il primo utilizzo di questo tipo sulla piattaforma. Alcune piattaforme di streaming hanno anche incentivato gli spettatori a guardare la cerimonia dei premi attraverso il loro servizio specifico, inserendo quegli spettatori in lotterie per ottenere giochi gratuiti.
Un mese prima dei Game Awards, Facebook ha iniziato a presentare una serie di documentari making of in cinque parti riguardo alla cerimonia, tramite il suo servizio di video "Watch", noto come "The Road to The Game Awards". Durante l'evento, alcuni dei giochi nominati hanno ricevuto sconti su numerose piattaforme di distribuzione di giochi, come PlayStation Network e Steam. Oltre a un mini-documentario mostrato durante la cerimonia, è stato assegnato lo speciale premio "Icona dell'industria" a Carol Shaw, che è stata una delle prime donne progettiste di videogiochi nel settore.

## Broadcasting e audience
La cerimonia ha incluso esibizioni musicali della band indie pop francese Phoenix e la "The Game Awards Orchestra", un gruppo misto composto da un'orchestra e altri musicisti ospiti, come il chitarrista degli Avenged Sevenfold, Synyster Gates, e la violoncellista Tina Guo, che ha eseguito le musiche di un certo numero dei videogiochi candidati. La cerimonia ha avuto anche numerosi ospiti come presentatori dei premi o commentatori, come il creatore della serie Metal Gear Hideo Kojima, il creatore della serie Mortal Kombat Ed Boon, il presidente di Nintendo America Reggie Fils-Aime, il regista Guillermo del Toro, i produttori televisivi Justin Roiland e Conan O'Brien e gli attori Norman Reedus, Andy Serkis, Felicia Day, Aisha Tyler e Zachary Levi.
Keighley ha affermato che circa 11,5 milioni di spettatori hanno guardato lo spettacolo, triplicando i 3,8 milioni di spettatori dei The Game Awards 2016. Keighley ha creduto che parte di questo fosse l'approccio a "gamificare" la cerimonia con le previsioni interattive dei vincitori sulle trasmissioni Twitch e Steam, che hanno anche aiutato a aumentare la durata media della visione da parte degli spettatori, passando da circa 25 minuti dell'anno precedente a 70 minuti nel 2017. Keighley ha attribuito il pubblico più numeroso anche alla qualità dei giochi che sono stati pubblicati nel 2017 e candidati, e all'attesa per i trailer ancora inediti e gli annunci di nuovi videogiochi, anche se ha ammesso di voler evitare ai futuri Game Awards di diventare simili all'Electronic Entertainment Expo.
Un punto culminante della cerimonia, che diverse pubblicazioni di settore e generaliste hanno evidenziato e discusso, è stato lo sfogo del game director Josef Fares mentre veniva intervistato sul palco da Keighley per discutere del suo gioco, A Way Out. Fares, che ha lavorato nell'industria cinematografica prima di intraprendere il proprio percorso in quella videoludica, ha iniziato il suo sfogo affermando: «Si fottano i Premi Oscar!», prima di spiegare di come la cerimonia dei Game Awards ha contribuito a mettere in luce gli sviluppatori e le personalità che portano avanti l'industria con passione. Ha anche parlato della controversia, allora recente, riguardo alle casse premio e alle microtransazioni nel videogioco Star Wars: Battlefront II di Electronic Arts; poiché Electronic Arts è stata anche la produttrice di A Way Out, Fares ha affermato che «sebbene sia bello odiare EA, tutti i produttori fanno cavolate a volte», esprimendo il suo apprezzamento per il loro sostegno al suo gioco. Fares ha detto in un'intervista successiva che in quello sfogo «era preso dal momento», ma credeva comunque nella sostanza del discorso; in particolare, Fares ha evidenziato che i videogiochi come mezzo di comunicazione di massa erano ancora visti come acerbi dalla maggior parte della stampa e che i Game Awards stavano trattando l'industria con il dovuto rispetto.

### Annunci e anteprime di videogiochi
Oltre ai trailer e alle presentazioni dei videogiochi e dei contenuti aggiuntivi in arrivo, è stato mostrato anche un breve teaser per un gioco di FromSoftware, che in seguito si è rivelato essere Sekiro: Shadows Die Twice. La cerimonia ha mostrato anche i trailer di due film, Jumanji - Benvenuti nella giungla e La forma dell'acqua - The Shape of Water. Tra i videogiochi mostrati vi erano: Accounting+, i porting di Bayonetta e Bayonetta 2 per Nintendo Switch, Bayonetta 3, Death Stranding, Dreams, Fade to Silence, Fortnite, GTFO, In the Valley of Gods, contenuto scaricabile di The Legend of Zelda: Breath of the Wild, Metro Exodus, PlayerUnknown's Battlegrounds, Sea of Thieves, Soulcalibur VI, Vacation Simulator, A Way Out, Witchfire e World War Z.

## Candidati e vincitori
Le candidature per i The Game Awards 2017 vennero rivelate il 14 novembre 2017. I videogiochi candidati avrebbero dovuto avere una data di pubblicazione non successiva al 27 novembre dello stesso anno per essere in lista. L'elenco dei candidati è stato selezionato da una giuria di 51 persone appartenenti all'industria dei videogiochi, con i primi cinque giochi (o sei in caso di parità) selezionati in ciascuna categoria e presentati come candidati. Il voto del pubblico per i premi si è svolto dal 14 novembre al 6 dicembre e ha influito di solo il 10% nella selezione dei vincitori nei premi votati dalla giuria, mentre è stato l'unico voto preso in considerazione per i premi scelti dai fan.  Alla fine della votazione, Keighley ha affermato che la maggior parte delle categorie aveva ottenuto oltre cinque milioni di voti ciascuna, e che vi erano stati oltre otto milioni di votanti in totale.
Sono state apportate due importanti modifiche nella struttura dei premi per l'edizione 2017. Innanzitutto, il premio "Miglior videogioco portatile/mobile" è stato suddiviso in due premi separati, "Miglior videogioco mobile" e "Miglior videogioco portatile", riflettendo le differenze nel modo in cui i giochi portatili e mobile vengono sviluppati e commercializzati. In secondo luogo, è stato introdotto il nuovo premio per il "Best Ongoing Game" per i videogiochi che continuano ad avere una attiva e affezionata comunità virtuale di videogiocatori, grazie all'offerta di nuovi contenuti. Un altro nuovo premio, lo "Student Game Award", è stato introdotto per mettere in risalto i videogiochi sviluppati dagli studenti nei programmi di istruzione superiore ed è stato selezionato da una giuria di cinque leader del settore: Todd Howard, Hideo Kojima, Ilkka Paananen, Kim Swift e Vince Zampella.
Tutti i premi, ad eccezione di "Miglior videogioco multigiocatore", sono stati annunciati durante la presentazione del 7 dicembre. Keighley ha riferito che si trattava di una svista relativa a un cambiamento dell'ultimo minuto nel contenuto del trailer di PlayerUnknown's Battlegrounds (che aveva vinto il premio), e ha confermato il vincitore il giorno dopo. I vincitori sono elencati per primi e mostrati in grassetto.

### Votati dalla giuria
| Videogioco dell'anno | Miglior direzione videoludica |
| --- | --- |
| - The Legend of Zelda: Breath of the Wild – sviluppato da Nintendo - Horizon Zero Dawn – sviluppato da Guerrilla Games - Persona 5 – sviluppato da Atlus - PlayerUnknown's Battlegrounds – sviluppato da PUBG Corporation - Super Mario Odyssey – sviluppato da Nintendo | - The Legend of Zelda: Breath of the Wild – sviluppato da Nintendo - Horizon Zero Dawn – sviluppato da Guerrilla Games - Resident Evil 7: Biohazard – sviluppato da Capcom - Super Mario Odyssey – sviluppato da Nintendo - Wolfenstein II: The New Colossus – sviluppato da MachineGames |
| Miglior narrativa | Miglior direzione artistica |
| - What Remains of Edith Finch – sviluppato da Giant Sparrow - Hellblade: Senua's Sacrifice – sviluppato da Ninja Theory - Horizon Zero Dawn – sviluppato da Guerrilla Games - Nier: Automata – sviluppato da PlatinumGames - Wolfenstein II: The New Colossus – sviluppato da MachineGames                                                                                      | - Cuphead – sviluppato da Studio MDHR - Destiny 2 – sviluppato da Bungie - Horizon Zero Dawn – sviluppato da Guerrilla Games - Persona 5 – sviluppato da Atlus - The Legend of Zelda: Breath of the Wild – sviluppato da Nintendo |
| Miglior colonna sonora | Miglior montaggio sonoro |
| - Nier: Automata – sviluppato da PlatinumGames - Cuphead – sviluppato da Studio MDHR - Destiny 2 – sviluppato da Bungie - Persona 5 – sviluppato da Atlus - Super Mario Odyssey – sviluppato da Nintendo - The Legend of Zelda: Breath of the Wild – sviluppato da Nintendo | - Hellblade: Senua's Sacrifice – sviluppato da Ninja Theory - Destiny 2 – sviluppato da Bungie - Resident Evil 7: Biohazard – sviluppato da Capcom - Super Mario Odyssey – sviluppato da Nintendo - The Legend of Zelda: Breath of the Wild – sviluppato da Nintendo |
| Miglior interpretazione | Games for Impact |
| - Melina Juergens interprete di "Senua" – in Hellblade: Senua's Sacrifice - Ashly Burch interprete di "Aloy" – in Horizon Zero Dawn - Brian Bloom interprete di "B.J. Blazkowicz" – in Wolfenstein II: The New Colossus - Claudia Black interprete di "Chloe Frazer" – in Uncharted: The Lost Legacy - Laura Bailey interprete di "Nadine Ross" – in Uncharted: The Lost Legacy | - Hellblade: Senua's Sacrifice – sviluppato da Ninja Theory - Bury Me, My Love – sviluppato da The Pixel Hunt - Life Is Strange: Before the Storm – sviluppato da Deck Nine - Night in the Woods – sviluppato da Infinite Fall - Please Knock on My Door – sviluppato da Levall Games AB - What Remains of Edith Finch – sviluppato da Giant Sparrow |
| Best Ongoing Game | Miglior videogioco indipendente |
| - Overwatch – sviluppato da Blizzard Entertainment - Destiny 2 – sviluppato da Bungie - Grand Theft Auto Online – sviluppato da Rockstar Games - PlayerUnknown's Battlegrounds – sviluppato da PUBG Corporation - Tom Clancy's Rainbow Six Siege – sviluppato da Ubisoft Montreal - Warframe – sviluppato da Digital Extremes                                                   | - Cuphead – sviluppato da Studio MDHR - Hellblade: Senua's Sacrifice – sviluppato da Ninja Theory - Night in the Woods – sviluppato da Infinite Fall - Pyre – sviluppato da Supergiant Games - What Remains of Edith Finch – sviluppato da Giant Sparrow |
| Miglior videogioco mobile | Miglior videogioco portatile |
| - Monument Valley 2 – sviluppato da ustwo games - Fire Emblem Heroes – sviluppato da Intelligent Systems - Hidden Folks – sviluppato da Adriaan de Jongh e Sylvain Tegroeg - Old Man's Journey – sviluppato da Broken Rules - Super Mario Run – sviluppato da Nintendo | - Metroid: Samus Returns – sviluppato da MercurySteam e Nintendo - Ever Oasis – sviluppato da Grezzo - Fire Emblem Echoes: Shadows of Valentia – sviluppato da Intelligent Systems - Monster Hunter Stories – sviluppato da Marvelous Entertainment - Poochy and Yoshi's Woolly World – sviluppato da Good-Feel |
| Miglior videogioco VR/AR | Miglior videogioco d'azione |
| - Resident Evil 7: Biohazard – sviluppato da Capcom - Farpoint – Impulse Gear - Lone Echo – Ready at Dawn - Star Trek: Bridge Crew – Red Storm Entertainment - Superhot VR – Superhot Team | - Wolfenstein II: The New Colossus – sviluppato da MachineGames - Cuphead – sviluppato da Studio MDHR - Destiny 2 – sviluppato da Bungie - Nioh – sviluppato da Team Ninja - Prey – sviluppato da Arkane Studios |
| Miglior videogioco d'avventura dinamica | Miglior videogioco di ruolo |
| - The Legend of Zelda: Breath of the Wild – sviluppato da Nintendo - Assassin's Creed: Origins – sviluppato da Ubisoft Montreal - Horizon Zero Dawn – sviluppato da Guerrilla Games - Super Mario Odyssey – sviluppato da Nintendo - Uncharted: The Lost Legacy – sviluppato da Naughty Dog                                                                                     | - Persona 5 – sviluppato da Atlus - Divinity: Original Sin II – sviluppato da Larian Studios - Final Fantasy XV – sviluppato da Square Enix - Nier: Automata – sviluppato da PlatinumGames - South Park: Scontri Di-retti – sviluppato da Ubisoft |
| Miglior videogioco picchiaduro | Miglior videogioco per famiglie |
| - Injustice 2 – sviluppato da NetherRealm Studios - ARMS – sviluppato da Nintendo - Marvel vs. Capcom: Infinite – sviluppato da Capcom - Nidhogg 2 – sviluppato da Messhof Games - Tekken 7 – sviluppato da Bandai Namco | - Super Mario Odyssey – sviluppato da Nintendo - Mario Kart 8 Deluxe – sviluppato da Nintendo e Bandai Namco Games - Mario + Rabbids Kingdom Battle – sviluppato da Ubisoft - Sonic Mania – sviluppato da Christian Whitehead, PagodaWest Games e Headcannon - Splatoon 2 – sviluppato da Nintendo |
| Miglior videogioco strategico | Miglior videogioco sportivo/simulatore di guida |
| - Mario + Rabbids Kingdom Battle – sviluppato da Ubisoft - Halo Wars 2 – sviluppato da Creative Assembly e 343 Industries - Total War: Warhammer II – sviluppato da Creative Assembly - Tooth and Tail – sviluppato da Pocketwatch Games - XCOM 2: War of the Chosen – sviluppato da Firaxis Games                                                                              | - Forza Motorsport 7 – sviluppato da Turn 10 Studios - FIFA 18 – sviluppato da EA Vancouver - Gran Turismo Sport – sviluppato da Polyphony Digital - NBA 2K18 – Visual Concepts - PES 2018 – sviluppato da Konami - Project CARS 2 – sviluppato da Slightly Mad Studios |
| Miglior videogioco multigiocatore | Student Game Award |
| - PlayerUnknown's Battlegrounds – sviluppato da PUBG Corporation - Call of Duty: WWII – sviluppato da Sledgehammer Games - Destiny 2 – sviluppato da Bungie - Fortnite – sviluppato da Epic Games - Mario Kart 8 Deluxe – sviluppato da Nintendo - Splatoon 2 – sviluppato da Nintendo                                                                                          | - Level Squared – sviluppato da Kip Brennan, Stephen Scoglio, and Dane Perry Svendsen (Università di tecnologia Swinburne) - Falling Sky – sviluppato da Jonathan Nielssen, Nikolay Savov, and Mohsen Shah (National Film and Television School) - From Light – sviluppato da Alejandro Grossman, Steven Li, and Sherveen Uduwana (University of Southern California) - Hollowed – sviluppato da Erin Marek, Jerrick Flores, and Charley Choucard (University of Central Florida) - Impulsion – sviluppato da Hugo Verger, Remi Bertrand, and Maxime Lupinski (Institut de l'Internet et du Multimédia) - Meaning – sviluppato da Hariz Yet, DigiPen (Institute of Technology Singapore) |
| Miglior videogioco indipendente al debutto | |
| - Cuphead – sviluppato da Studio MDHR - Golf Story – sviluppato da Sidebar Games - Hollow Knight – sviluppato da Team Cherry - Mr. Shifty – sviluppato da Team Shifty - Slime Rancher – sviluppato da Monomi Park | |

### Votati dai fan
| Videogioco più atteso | Trending Gamer |
| --- | --- |
| - The Last of Us Part II – in sviluppo da Naughty Dog - God of War – in sviluppo da SIE Santa Monica Studio - Spider-Man – in sviluppo da Insomniac Games - Monster Hunter World – in sviluppo da Capcom - Red Dead Redemption 2 – in sviluppo da Rockstar Games                      | - Guy "Dr DisRespect" Beahm - Andrea Rene - Clint "Halfcoordinated" Lexa - Michael "Shroud" Grzesiek - Steven Spohn |
| Videogioco di sport elettronici dell'anno | Giocatore di sport elettronici dell'anno |
| - Overwatch – sviluppato da Blizzard Entertainment - Counter-Strike: Global Offensive – sviluppato da Hidden Path Entertainment e Valve Corporation - Dota 2 – sviluppato da Valve Corporation - League of Legends – sviluppato da Riot Games - Rocket League – sviluppato da Psyonix | - Lee "Faker" Sang-hyeok – League of Legends - Marcelo "coldzera" David – Counter-Strike: Global Offensive - Nikola "NiKo" Kovac – Counter-Strike: Global Offensive - Je-hong "ryujehong” Ryu – Overwatch - Kurosh "KuroKy" Salehi Takhasomi – Dota 2 |
| Squadra di sport elettronici dell'anno | Videogioco dell'anno in Cina |
| - Cloud9 - FaZe Clan - Lunatic-Hai - SK Telecom T1 - Team Liquid | - jx3 HD – sviluppato da Kingsoft Corporation - Honor of Kings – sviluppato da TiMi Studios - Icey – sviluppato da FantaBlade Network - Gumballs & Dungeons – sviluppato da QcPlay Limited - Monument Valley 2 – sviluppato da ustwo games            |

### Premio onorario
| Icona dell'industria |
| -------------------- |
| - Carol Shaw         |

## Videogiochi con più candidature e premi
| Candidature | Game                                    |
| ----------- | --------------------------------------- |
| 6           | Destiny 2                               |
| 6           | Horizon Zero Dawn                       |
| 6           | The Legend of Zelda: Breath of the Wild |
| 6           | Super Mario Odyssey                     |
| 5           | Cuphead                                 |
| 5           | Hellblade: Senua's Sacrifice            |
| 4           | Persona 5                               |
| 4           | Wolfenstein II: The New Colossus        |
| 3           | Nier: Automata                          |
| 3           | PlayerUnknown's Battlegrounds           |
| 3           | Resident Evil 7: Biohazard              |
| 3           | Uncharted: The Lost Legacy              |
| 3           | What Remains of Edith Finch             |
| 2           | Mario + Rabbids Kingdom Battle          |
| 2           | Mario Kart 8 Deluxe                     |
| 2           | Night in the Woods                      |
| 2           | Overwatch                               |
| 2           | Splatoon 2                              |

| Premi | Game                                    |
| ----- | --------------------------------------- |
| 3     | Cuphead                                 |
| 3     | Hellblade: Senua's Sacrifice            |
| 3     | The Legend of Zelda: Breath of the Wild |
| 2     | Overwatch                               |

### Esplicative
1. ↑  Per "Best Ongoing Game" si intende quei videogiochi che, a distanza di anni, continuano ad avere una attiva e affezionata comunità virtuale di videogiocatori, grazie all'offerta di nuovi contenuti nel corso del tempo.

1. ↑  Per "Games for Impact" si intende quei videogiochi dall'alto impatto emotivo o tematico, così da coinvolgere questioni legate alla società e al di fuori del medium videoludico.

1. ↑  Con "Tranding Gamer" si intende una figura d'intrattenimento legata ai videogiochi che durante l'anno ha mostrato e conosciuto un periodo di dirompente ascesa sul pubblico di Internet e nei social media.

1. ↑  Per "Student Game" si intende videogiochi sviluppati dagli studenti nei programmi di istruzione superiore.

### Fonti
1. ↑  (EN) The Game Awards 2017 will take place December 7, su VG247, 12 giugno 2017. URL consultato il 9 ottobre 2021.
2. 1 2  (EN) An Evolving Game Award Show for an Evolving Industry, su Glixel, 1º marzo 2017. URL consultato il 9 ottobre 2021 (archiviato dall'url originale il 3 dicembre 2017).
3. 1 2 3 4 5  (EN) 2017 Game Awards Expands Distribution, Adds Fan Voting via Google Search, Twitter, Facebook, su Variety, 9 novembre 2017. URL consultato il 9 ottobre 2021 (archiviato dall'url originale il 9 novembre 2017).
4. ↑  (EN) Twitch extension will let viewers predict The Game Awards 2017 winners, su Venture Beat, 1º dicembre 2017.
5. ↑  (EN) Valve will give you free games if you watch The Game Awards through Steam, su PCGamesN, 7 dicembre 2017. URL consultato il 9 ottobre 2021.
6. 1 2 3 4 5  (EN) The Game Awards balances revelations, gamer culture, and celebrities, su Venture Beat, 6 dicembre 2017. URL consultato il 9 ottobre 2021.
7. ↑  (EN) Steam's Game Awards Sale Is Going On Now For A Limited Time, su GameSpot, 8 dicembre 2017. URL consultato il 9 ottobre 2021.
8. ↑  (EN) PS4 Flash Sale Is Live On PSN To Celebrate The Game Awards, su GameSpot, 7 dicembre 2017. URL consultato il 9 ottobre 2021 (archiviato dall'url originale l'8 dicembre 2017).
9. ↑  (EN) The Game Awards will stream live on December 7th, su Engadget, 10 novembre 2017. URL consultato il 9 ottobre 2021.
10. 1 2  (EN) Hideo Kojima, Norman Reedus, Guillermo Del Toro Confirmed For The Game Awards, su GameSpot, 4 dicembre 2017. URL consultato il 9 ottobre 2021.
11. ↑  (EN) The Game Awards Will Have All Of These Celebrity Guests, su GameSpot, 4 dicembre 2017. URL consultato il 9 ottobre 2021.
12. ↑  (EN) NetherRealm's Ed Boon Confirmed For The Game Awards -- Are We Getting An Injustice 2 Announcement?, su ComicBook, 5 dicembre 2017. URL consultato il 9 ottobre 2021.
13. ↑  (EN) The 7 most memorable moments of The Game Awards 2017, su Polygon, 8 dicembre 2017. URL consultato il 9 ottobre 2021.
14. 1 2  (EN) The Game Awards Audience Triples to 11.5 Million Livestreams in 2017, su Glixel, 12 dicembre 2017. URL consultato il 9 ottobre 2021 (archiviato dall'url originale il 28 dicembre 2017).
15. 1 2  (EN) Despite Game Awards 2017’s record success, Geoff Keighley doesn’t want it to be gaming’s Oscars, su Polygon, 12 dicembre 2017. URL consultato il 9 ottobre 2021.
16. ↑  (EN) The best part about The Game Awards was this developer’s ‘fuck the Oscars’ rant, su Polygon, 7 dicembre 2017. URL consultato il 9 ottobre 2021.
17. ↑  (EN) A Way Out's director yells 'Fuck the Oscars' before delivering rant about EA and loot boxes at The Game Awards, su PC Gamer, 8 dicembre 2017. URL consultato il 9 ottobre 2021.
18. ↑  (EN) Developer defends ‘fuck the Oscars’ rant from The Game Awards (update), su Polygon, 12 dicembre 2017. URL consultato il 9 ottobre 2021.
19. ↑  (EN) First teaser for FromSoftware’s new game is pure torture, su Polygon, 7 dicembre 2017. URL consultato il 9 ottobre 2021.
20. ↑  (EN) Jumanji: Welcome To The Jungle Will Get A Special Clip Premiere At The Game Awards, su ComicBook, 5 dicembre 2017. URL consultato il 9 ottobre 2021.
21. ↑  (EN) The Game Awards 2017: The biggest announcements and best trailers, su Polygon. URL consultato il 9 ottobre 2021.
22. ↑  (EN) 'Horizon Zero Dawn,' 'Zelda,' 'Mario' Top List of Game Award Nominees, su Glixel, 14 novembre 2017. URL consultato il 9 ottobre 2021 (archiviato dall'url originale il 14 novembre 2017).
23. 1 2  (EN) FAQ/RULES, su The Game Awards. URL consultato il 9 ottobre 2021 (archiviato dall'url originale il 15 novembre 2017).
24. 1 2  (EN) The Game Awards 2017 GOTY nominees include: Wolfenstein 2, Horizon: Zero Dawn, PUBG, Zelda: Breath of the Wild, more, su VG247, 14 novembre 2017. URL consultato il 9 ottobre 2021.
25. ↑  (EN) The Game Awards forgot to give PUBG its only award last night, su Polygon, 8 dicembre 2017. URL consultato il 9 ottobre 2021.
26. ↑  (EN) The Game Awards crowns The Legend of Zelda: Breath of the Wild best game of 2017, su Polygon, 7 dicembre 2017. URL consultato il 9 ottobre 2021.
27. ↑  (EN) The Game Awards 2017 Winners Headlined By Zelda: Breath Of The Wild's Game Of The Year, su GameSpot, 8 dicembre 2017. URL consultato il 9 ottobre 2021.